# Trattato di Küçük Kaynarca
Il trattato di Küçük Kaynarca (anche scritto come Kuchuk Kainarji e, nel testo italiano dell'epoca, Chiuciuc Cainarggi) fu firmato il 21 luglio 1774 a Küçük Kaynarca, in Dobrugia (oggi Kajnardža, Provincia di Silistra, Bulgaria) tra l'Impero russo (rappresentato dal feldmaresciallo Rumjancev-Zadunajskij) e l'Impero ottomano dopo che quest'ultimo era stato sconfitto nella guerra russo-turca del 1768–1774.
Il trattato fu il colpo più umiliante inferto al sultanato ottomano, che dovette cedere la parte della regione dello Edisan compresa tra i fiumi Dnipro e Bug Meridionale alla Russia. Questo territorio comprendeva il porto di Cherson e diede pertanto all'Impero russo il suo primo accesso diretto al Mar Nero. Il trattato consegnò anche alla Russia i porti crimeani di Kerč' ed Enikale e la regione di Cabardina nel Caucaso.
La conseguenza più rilevante di questo trattato fu l'accesso della Russia allo stretto dei Dardanelli.
Gli ottomani persero anche il khanato di Crimea, a cui furono obbligati a concedere l'indipendenza. Il Khanato, anche se nominalmente indipendente, era in realtà vassallo della Russia e fu formalmente annesso all'Impero russo nel 1783. Il trattato inoltre eliminò le restrizioni all'accesso russo al mar d'Azov. Il trattato di Niš del 1739 aveva infatti assegnato alla Russia il porto di Azov, ma aveva proibito di fortificare l'area o utilizzare il mare per navigare.
Il trattato fu stilato in triplice copia ufficiale, in lingua italiana, turca e russa. In caso di divergenza si stabilì che a prevalere dovesse essere la versione italiana, sottoscritta in eguale testo dai due ambasciatori. L'italiano fu scelto in quanto lingua prediletta, ancora per tutto il secolo XVIII, dalla Sublime Porta nei suoi rapporti con gli stati cristiani, e tale scelta risulta ancora oggi dalla lapide commemorativa presente sul luogo.

## La dignità califfale ottomana

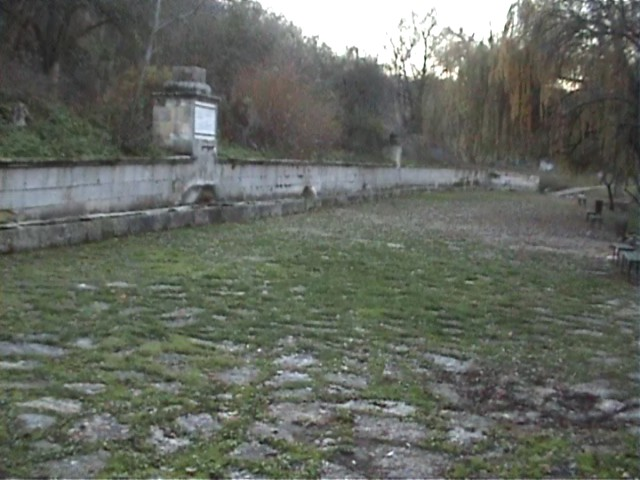
Luogo della firma del trattato.

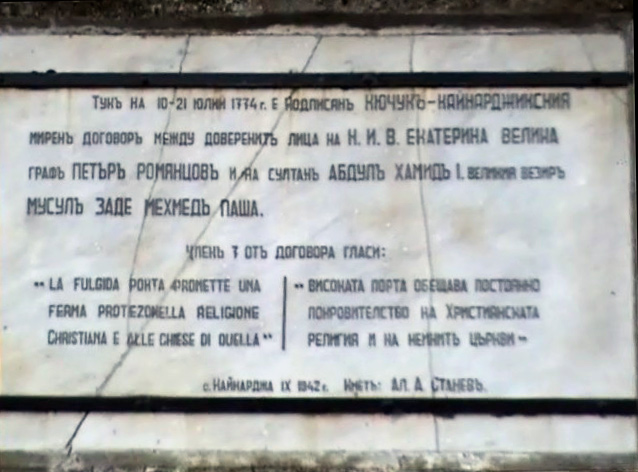
"Qui il 21 luglio 1774 fu firmato il trattato di Küçük Kaynarca tra l'inviato di Caterina la Grande, il conte Pietro Rumjancev e l'uomo fidato del Sultano Abdul Hamid I, il Gran Visir Musul Zade Mehmed Pascià. La clausola 7 di questo trattato dice: La Porta Sublime promette la protezione permanente della religione cristiana e delle sue chiese."

Assegnò anche alla Russia alcuni diritti economici e politici nell'Impero ottomano, come il permesso di far navigare i cristiani ortodossi con la bandiera della Russia e la costruzione di una chiesa russa ortodossa a Istanbul (che non fu mai costruita). La Russia interpretò anche il trattato come diritto a proteggere i cristiani ortodossi dell'Impero, utilizzando questa prerogativa nei Principati danubiani (Moldavia e Valacchia) per intervenire durante il dominio fanariota e dopo la guerra d'indipendenza greca. Nel trattato la cancelleria ottomana usò per la prima volta per il suo Sultano anche la dizione di califfo, al fine tra l'altro di sottolineare il diritto della Sublime Porta di proteggere i musulmani in Russia, come anche quelli della Crimea. Questa fu la prima volta che la titolatura califfale fu impiegata ed esercitata al di fuori dei confini imperiali e per la prima volta che il trattato fu ratificato da una potenza europea, legittimando una funzione che, di fatto, era comunque già esercitata fin dal 1517 dal Sultano ottomano, a seguito della vittoria ottomana del 1517 a spese del Sultanato mamelucco.

## Lingue del trattato
Il Grand Visir Muhsinzade Mehmed Pasa firmò copie del trattato in turco ottomano e italiano, mentre il feldmaresciallo russo P. A. Rumjancev firmò testi in  russo e italiano. Russo, italiano e turco sono le uniche lingue in cui vennero scritte le copie originali del trattato, con la clausola che, in caso di divergenze di interpretazione tra i testi in russo e turco, avrebbe prevalso la versione in lingua italiana.